# Dagcentrum
Een dagcentrum (België) of dagbestedingscentrum (Nederland), is een semi-residentiële voorziening die (soms tegen betaling) een zinvolle dagbesteding biedt voor personen die daar behoefte aan hebben, bijvoorbeeld omdat ze door hun situatie niet of niet langer betalend werk kunnen verrichten.

## België

### Basisprincipe
Een dagcentrum voorziet semi-residentiële hulpverlening omdat de persoon thuis verblijft, maar meestal een paar dagen per week (een halve of hele dag) in of vanuit een vaste locatie, een centrum, activiteiten uitvoert. De maaltijden worden meestal in het dagcentrum gebruikt.
De term 'dagcentrum' wordt zowel gebruikt voor afzonderlijke centra die dagbesteding (activiteiten) voorzien voor personen met een handicap, ouderen en kinderen. Afhankelijk van de doelgroep zijn de toelatingsvoorwaarden vrij soepel of eerder streng. 

### Doelgroepen

#### Ouderen
Zorgbehoevende ouderen die thuis wonen, al dan niet ondersteund door thuiszorg, kunnen, mits toestemming van hun mutualiteit, gebruikmaken van de faciliteiten van een dagcentrum. Dit om de mantelzorger een dagje te ontlasten van de zorgen. Deze ouderen verblijven dan niet op een afdeling geriatrie of psychogeriatrie of in de dagkliniek van een algemeen of psychiatrisch ziekenhuis. Ze kunnen wel verblijven in een residentieel rust- en verzorgingstehuis, meer en meer woon- en zorgcentrum genoemd. Bepaalde (jong)volwassenen raken, bij gebrek aan dagcentra die specifiek aangepast zijn aan hun vorm van ouderdomskwaal of handicap, ook in dagcentra die voor ouderen bestemd zijn. Hoewel de symptomen van deze beide doelgroepen niet gemakkelijk te onderscheiden zijn, is hun gezondheidsevolutie en problematiek toch heel verschillend, zeker naar verwerking toe, wat een compleet andere aanpak vergt.

#### Personen met een handicap
Een dagcentrum moet erkend zijn door het Vlaams Agentschap voor Personen met een Handicap en kan openstaan voor volwassen personen met een verstandelijke, motorische of zintuiglijke stoornis. 
Dagcentra bieden training of therapie op diverse domeinen: kinesitherapie, logopedie, ergotherapie, zelfredzaamheid, sociale vaardigheid, ontwikkeling van arbeidsgerichte vaardigheden, emotionele ondersteuning, ... en activiteiten buitenhuis (vrijwilligerswerk in externe organisaties) organiseren.

#### Kinderen
Een dagcentrum voor kinderen uit de bijzondere jeugdzorg kan tot een bepaalde leeftijd opvang bieden.

#### Psychiatrie
Binnen een psychiatrische behandeling kan geopteerd worden voor een dagbestedingsprogramma met creatieve en sociale vaardigheden, muziektherapie en andere behandelingen, telkens in samenspraak met het behandelend psychiatrisch team. 

### Hulpverlening
De hulpverlening binnen een dagcentrum, los van de doelgroep, vergt meestal een professionele en multidisciplinaire aanpak. Dit wil zeggen dat de zorgteams bestaan uit medewerkers met uiteenlopende sociale en/of paramedische diploma's van een verschillend(e) studieniveau of scholingsgraad.
Een dagcentrum werkt samen met enerzijds de voorziening zoals een woon- en zorgcentrum of een tehuis voor niet-werkenden, en anderzijds met diensten die de thuissituatie ondersteunen zoals thuisbegeleiding, thuiszorg en allerlei ambulante diensten die laagdrempelig werken, zoals de thuisverzorgers (verpleging, professionele huishoudelijke verzorging of de mantelzorg zoals familie, kennissen, vrienden of buren). 
Zo hebben niet-professionele thuisverzorgers even tijd vrij voor zichzelf om bijvoorbeeld een hobby te beoefenen, boodschappen te doen, te poetsen of te tuinieren.

### Dagbesteding
Naast de nodige verpleegkundige zorgen en in bepaalde gevallen administratieve dienstverlening, bieden dagverzorgingscentra of dagcentra ook een zinvolle tijdsbesteding aan op maat van de doelgroep. Dit kan gaan van gezelschapsspellen zoals kaarten voor zowat iedereen tot geheugentraining voor mensen met een problematiek in die zin. Daarnaast is er vaak nog een aanbod (groeps)kinesitherapie (bewegingsoefeningen om het lichaam zo fit mogelijk te houden) en/of ergotherapie (recreatie en vaardigheidstraining). Dagopvang betekent soms ook koken, knutselen of begeleid werken. Over de middag is er gelegenheid om een maaltijd te nuttigen gevolgd door een rustpauze. Dagverzorgingscentra of dagcentra beschikken veelal ook over eigen en aangepast vervoer zoals een liftbus om minder mobiele mensen bij aanvang van de werking thuis af te halen en nadien terug thuis te brengen. Voor vervoer van en naar de instelling kan er in Vlaanderen ook een beroep gedaan worden op een Minder Mobielen Centrale. 

### Bevoegde overheid
In het federale België is dagopvang een bevoegdheid van de regionale gemeenschappen, met name bijvoorbeeld de Vlaamse overheid.
Sommige instanties zoals een mutualiteit of ziekenfonds, OCMW's en dergelijke komen deels tussen in de betaling van de dagprijs.

## Nederland
In Nederland bestaan soortgelijke dag(bestedings)centra als in België. Deze zijn bestemd voor mensen die doorgaans zelfstandig wonen, maar zoeken naar manieren om hun dag op een zinvolle en plezierige wijze invulling te geven. Veelal gaat het om ouderen, maar soms ook om jongvolwassenen en kinderen. De voorzieningen zijn er voor mensen die door hun handicap, ziekte of leeftijd niet in staat zijn te werken of een opleiding te volgen. Ze kunnen bijvoorbeeld worden gebruikt door mensen met geheugenproblemen, slechthorenden of psychiatrische patiënten. 
De bedoeling is dat deze georganiseerde dagbesteding er toe bijdraagt dat deze mensen hun zelfstandigheid zoveel mogelijk behouden, contacten opdoen en actief blijven. Activiteiten kunnen zijn het maken van bepaalde producten, het doen van creatieve activiteiten of het opdoen van bepaalde vaardigheden.